# Metastelma longicoronatum
Metastelma longicoronatum är en oleanderväxtart som först beskrevs av Louis Otho Otto Williams, och fick sitt nu gällande namn av S. Liede. Metastelma longicoronatum ingår i släktet Metastelma och familjen oleanderväxter. Inga underarter finns listade i Catalogue of Life.